# Guglielmo di Jumièges

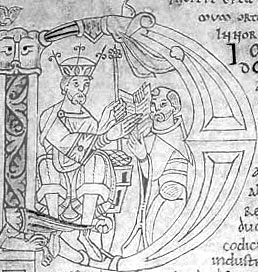
Gesta Normannorum Ducum, capolettera

Guglielmo di Jumièges (1000 circa – dopo il 1070) è stato un monaco cristiano e scrittore normanno.

## Biografia
Contemporaneo degli eventi del 1066, fu uno dei primi scrittori a cimentarsi con il soggetto della Conquista normanna dell'Inghilterra. Egli stesso è una "figura ombra", conosciuto solo dalla sua lettera dedicatoria a Re Guglielmo come un monaco di Jumièges. Dal momento che egli menziona anche di essere stato testimone oculare di alcuni eventi del regno di Riccardo III (1026-7), sembra ragionevole supporre che sia nato intorno all'anno 1000. Probabilmente entrò nel monastero durante il primo trentennio dell'XI secolo e ricevette la sua educazione da Thierry de Mathonville. Secondo Orderico Vitale, il soprannome di Guglielmo era "calculum", ma se ne ignora il significato. La sua morte, avvenuta dopo il 1070, non è stata registrata.
Guglielmo di Jumièges fu il compilatore della storia nota come Gesta Normannorum Ducum, scritta intorno al 1070. Essa venne compilata su frammenti precedenti del De moribus et actis primorum Normannorum ducum di Dudone di San Quintino, scritto fra il 996 ed il 1015. Quest'opera venne commissionata da Riccardo I, incarico poi rinnovato dal suo fratellastro, il conte Rodolfo d'Ivry e da suo figlio duca Riccardo II (996 - 1026).
Il lavoro di Dudone venne ripreso da Guglielmo di Jumièges nel 1050, che lo revisionò, abbreviò e aggiornò il suo De moribus e vi aggiunse una considerazione sui regni dei duchi Riccardo II, Riccardo III (1026-7), Roberto I (1027 - 35), e Guglielmo II. Terminò il lavoro intorno al 1060, ma vi fece delle aggiunte quando Guglielmo il Conquistatore divenne re d'Inghilterra, portando la cronaca degli eventi al 1070. Il Gesta Normannorum Ducum venne successivamente ampliato nel XII secolo, dai cronisti Orderico Vitale e Roberto di Torigni.